# اولدزموبیل سیلهویت
اولدزموبیل سیلهویت (Oldsmobile Silhouette) خودرویی است که در سال‌های August ۱، ۱۹۸۹ تا March ۳۱، ۲۰۰۴ تولید شده‌است.